# Курута
Курута — русский графский и дворянский род, происходящий из Греции.

## История рода
Род Курута внесён в III часть родословной книги Таврической губернии.
Дмитрий Дмитриевич Курута (1769—1833), генерал от инфантерии (пехоты), директор второго кадетского корпуса, шеф Дворянского полка, сенатор, был возведён в графское достоинство Российской империи в 1826 году — это было 75-е графское пожалование из 127-ми. Его племянник, Иван Эммануилович Курута (1780—1853) — тайный советник (1840), сенатор (c 1842), кавалер ордена Святого Александра Невского (1853).

## Описание герба
Щит разделён на три части в первой части, в золотом поле парящий вверх чёрный одноглавый орёл, держащий в левой лапе крест; во второй — в красном поле из облак выходящая рука, облечённая в золотыя латы и держащая меч вверх подъятый. В нижней части в голубом поле корабль с распущенными парусами и около его играющие в воде дельфины.
На щит наложена обыкновенная Графам свойственная корона, на которой поставлены три шлема с золотыми обручами. Из них средний украшен Графскою короною, на поверхности коей является чёрный двуглавый орел с распростёртыми крыльями, имеющий над главами три короны. На крайних же шлемах — дворянские короны со страусовыми перьями. Намёт на щите с правой стороны золотой, подложенный красным, а с левой — голубой, подложенный серебром. Щит держат два единорога.